# مخزن ومطحنة داكوتا الشمالية
مخزن ومطحنة داكوتا الشمالية هي أكبر مطحنة دقيق في الولايات المتحدة. تقع في مدينة غراند فوركس بولاية نورث داكوتا. أنشأتها حكومة الولاية عندما كان يقودها ممثلو الرابطة غير الحزبية، وهي منشأة الطحن الوحيدة المملوكة للدولة في الولايات المتحدة. تشرف عليها لجنة شمال داكوتا الصناعية، التي يتكون أعضاؤها من الموظفين العموميين المنتخبين عن طريق التصويت الشعبي.